# Tsarichanka (Odesa)
Tsarychanka  (ucraniano: Царичанка) es una localidad del Raión de Bilhorod-Dnistrovskyi en el Óblast de Odesa de Ucrania. Según el censo de 2001, tiene una población de 60 habitantes.